# Sukajkida
Sukajkida albo Sakikda (arab. سكيكدة), (w okresie panowania francuskiego Philippeville) – miasto w północno-wschodniej Algierii, ośrodek administracyjny wilai Sukajkida, port nad Morzem Śródziemnym. Około 174,5 tys. mieszkańców.
W pobliżu dzisiejszej Sukajkidy znajdowała się w starożytności kolonia fenicka, Chullu.